# Amour
Amour è un film del 2012 diretto da Michael Haneke.
Ha vinto l'Oscar al miglior film straniero alla 85ª edizione della cerimonia dei Premi Oscar 2013. Inoltre, presentato in corcorso alla 65ª edizione del Festival di Cannes, ha vinto la Palma d'oro.

## Trama
I pompieri irrompono in un elegante appartamento di Parigi in cui, dentro una stanza sigillata, scoprono il cadavere di un'anziana donna, composto e ben sistemato su un letto ornato di fiori. La donna si chiamava Anne, e il marito Georges, anche lui ultraottantenne, non si vede nel palazzo ormai da parecchi giorni.
Diversi mesi prima, la stessa coppia assisteva ad un concerto di musica classica prima di rincasare in quell'appartamento nel quale vivono serenamente il pensionamento, dopo essere stati entrambi insegnanti di musica. 
Un giorno Anne mostra improvvisamente segni di demenza e si scopre che deve operarsi per un'ostruzione alla carotide che rischia di causare danni peggiori. L'operazione non va come previsto e Anne ne esce emiplegica. Tornata a casa, Anne dipende ormai interamente dal marito, che affronta con coraggio la sua disabilità e le difficoltà che ne scaturiscono. Lei accetta con difficoltà la nuova realtà e si fa promettere dal marito che non la farà mai più tornare in ospedale. 
Nonostante le perplessità della figlia Eve, musicista anche lei e per questo spesso in giro per l'Europa, l'uomo decide di continuare a dedicarsi personalmente alla moglie, senza alcun aiuto, questo finché la donna non viene colta da un nuovo ictus che ne peggiora enormemente lo stato generale rendendola pressoché incapace di esprimersi. Si ricorre allora all'aiuto di un'infermiera, che accudisce Anne tre volte a settimana, quindi diventa necessario il ricorso ad un'assistenza quotidiana, ma la seconda infermiera non si rivela umanamente all'altezza e Georges si vede costretto a licenziarla.
L'uomo non smette di amare la compagna di una vita e di occuparsi di lei, sopportando le conseguenze affettive ed esistenziali della malattia, che degenera consumando giorno dopo giorno il corpo di Anne e la sua dignità.
Dopo aver ricevuto diversi segnali con cui la moglie ha espresso il desiderio di farla finita, Georges, un giorno come tanti altri, soffoca Anne con un cuscino. In seguito l'uomo, dopo aver ben sistemato e vestito la donna adagiandola sopra il loro letto, e aver scritto una lunga lettera di addio e sigillato la sua camera da letto, seguendo un'allucinazione di Anne, esce di casa. Tempo dopo, Eve torna nella casa del padre e della madre, ormai abbandonata, si siede su una poltrona immersa nei ricordi che riempiono ancora quel luogo.

## Produzione
Il film è stato prodotto da Les Films du Losange, X-Filme Creative Pool e Wega Film con un budget di 7,29 milioni di euro. È stato inoltre co-prodotto da France 3 e dalla regione dell'Île-de-France con un sovvenzionamento di 404.000 euro. Ulteriori finanziamenti sono stati concessi dal National Center of Cinematography and the Moving Image francese e dal Medienboard Berlin-Brandenburg tedesco.

## Distribuzione
Nelle sale cinematografiche francesi è stato distribuito il 24 ottobre 2012, mentre in Italia è uscito il 25 ottobre, distribuito da Teodora Film.

## Riconoscimenti
- 2013 - Premio Oscar
  - Miglior film straniero a Michael Haneke
  - Candidatura Miglior film a Margaret Menegoz, Stefan Arndt, Veit Heiduschka e Michael Katz
  - Candidatura Miglior regia a Michael Haneke
  - Candidatura Migliore attrice protagonista a Emmanuelle Riva
  - Candidatura Migliore sceneggiatura originale a Michael Haneke
- 2013 - Golden Globe
  - Miglior film straniero a Michael Haneke
- 2013 - Premio BAFTA
  - Miglior film straniero a Michael Haneke e Margaret Ménégoz
  - Migliore attrice protagonista a Emmanuelle Riva
  - Candidatura Miglior regia a Michael Haneke
  - Candidatura Migliore sceneggiatura originale a Michael Haneke
- 2012 - Festival di Cannes
  - Palma d'oro a Michael Haneke
- 2012 - European Film Awards
  - Miglior film a Michael Haneke, Stefan Arndt e Margaret Ménégoz
  - Miglior regia a Michael Haneke
  - Miglior attore a Jean-Louis Trintignant
  - Miglior attrice a Emmanuelle Riva
  - Candidatura Migliore sceneggiatura a Michael Haneke
  - Candidatura Migliore fotografia a Darius Khondji
- 2013 - David di Donatello
  - Miglior film dell'Unione Europea a Michael Haneke
- 2012 - National Board of Review
  - Miglior film straniero a Michael Haneke

- 2012 - Las Vegas Film Critics Society Award
  - Miglior film straniero a Michael Haneke
- 2012 - FIPRESCI
  - Grand Prix FIPRESCI a Michael Haneke
- 2012 - Critics' Choice Movie Award
  - Miglior film straniero a Michael Haneke
  - Candidatura Miglior attrice a Emmanuelle Riva
- 2013 - Premio César
  - Miglior film
  - Miglior regia a Michael Haneke
  - Miglior attore a Jean-Louis Trintignant
  - Miglior attrice a Emmanuelle Riva
  - Migliore sceneggiatura originale a Michael Haneke
  - Candidatura Migliore attrice non protagonista a Isabelle Huppert
  - Candidatura Migliore fotografia a Darius Khondji
  - Candidatura Migliore scenografia a Jean-Vincent Puzos
  - Candidatura Miglior montaggio a Monika Villi
  - Candidatura Miglior sonoro a Guillaume Sciama, Nadine Muse e Jean-Pierre Laforce
- 2013 - London Critics Circle Film Awards
  - Miglior film
  - Migliori dieci film
  - Miglior attrice a Emmanuelle Riva
  - Migliore sceneggiatura a Michael Haneke
  - Candidatura Miglior film straniero a Michael Haneke
  - Candidatura Miglior regia a Michael Haneke
  - Candidatura Miglior attore a Jean-Louis Trintignant
  - Candidatura Miglior attrice non protagonista a Isabelle Huppert
- 2012 - Satellite Award
  - Candidatura Miglior film straniero a Michael Haneke
  - Candidatura Migliore attrice a Emmanuelle Riva
- 2012 - Premio Louis-Delluc
  - Candidatura Miglior film a Michael Haneke
- 2013 - European Independent Film Critics Awards[4][5]
  - Miglior attrice a Emmanuelle Riva
  - Migliore sceneggiatura a Michael Haneke
  - Candidatura Miglior film
  - Candidatura Miglior regia a Michael Haneke
  - Candidatura Miglior produttore a Stefan Arndt, Margaret Ménégoz
  - Candidatura Miglior attore a Jean-Louis Trintignant
  - Candidatura Migliore attrice non protagonista a Isabelle Huppert
  - Candidatura Migliore fotografia a Darius Khondji
  - Candidatura Migliore scenografia a Jean-Vincent Puzos
- 2013 - Polish Film Awards[6]
  - Miglior film europeo a Michael Haneke
- 2012 - Southeastern Film Critics Association
  - Candidatura Miglior film straniero a Michael Haneke
- 2012 - Dublin Film Critics Circle
  - Miglior regia a Michael Haneke
  - Miglior attrice a Emmanuelle Riva
  - Candidatura Miglior film
  - Candidatura Miglior attore a Jean-Louis Trintignant
- 2012 - Chicago Film Critics Association
  - Miglior film straniero a Michael Haneke
  - Candidatura Miglior attrice a Emmanuelle Riva
- 2012 - Toronto Film Critics Association
  - Miglior film straniero a Michael Haneke
  - Candidatura Miglior film
  - Candidatura Miglior attrice a Emmanuelle Riva
- 2012 - Dallas-Fort Worth Film Critics Association
  - Miglior film straniero a Michael Haneke
- 2013 - Burgundy Film Critics Awards[7]
  - Miglior film
  - Miglior regia a Michael Haneke
  - Miglior attrice a Emmanuelle Riva
  - Migliore sceneggiatura originale a Michael Haneke
- 2012 - Swiss Film Critics Awards
  - Miglior film internazionale a Michael Haneke
- 2012 - British Film Institute
  - Migliori dieci film
- 2012 - New York Film Critics Circle Awards
  - Miglior film straniero a Michael Haneke
  - Candidatura Miglior attrice a Emmanuelle Riva
- 2012 - Premio Cinema Ludus[8]
  - Prix "Menzione d'onore" a Michael Haneke
  - Miglior attrice europea a Emmanuelle Riva
  - Migliore sceneggiatura europea a Michael Haneke
- 2012 - Los Angeles Film Critics Association
  - Miglior film
  - Miglior attrice a Emmanuelle Riva
- 2012 - New York Film Critics Online
  - Miglior film straniero a Michael Haneke
  - Miglior attrice a Emmanuelle Riva
- 2013 - Independent Spirit Awards
  - Miglior film straniero a Michael Haneke
- 2012 - Durban International Film Festival
  - Miglior film a Michael Haneke
- 2012 - Indiana Film Journalists Association
  - Candidatura Miglior film straniero a Michael Haneke
- 2013 - Bavarian Film Awards
  - Miglior regia a Michael Haneke
- 2012 - San Francisco Film Critics Circle
  - Miglior film straniero a Michael Haneke
  - Miglior attrice protagonista a Emmanuelle Riva
- 2012 - Iowa Film Critics Association
  - Miglior film non distribuito
  - Candidatura Miglior attrice a Emmanuelle Riva
- 2013 - Online Film Critics Society
  - Candidatura Miglior film straniero a Michael Haneke
  - Candidatura Miglior attrice a Emmanuelle Riva
- 2013 - Prix Lumière
  - Miglior film a Michael Haneke, Stefan Arndt e Margaret Ménégoz
  - Miglior attore a Jean-Louis Trintignant
  - Miglior attrice a Emmanuelle Riva
  - Candidatura Miglior regia a Michael Haneke
- 2012 - Turkish Film Critics Awards
  - Miglior film straniero a Michael Haneke

- 2013 - National Society of Film Critics
  - Miglior film
  - Miglior regia a Michael Haneke
  - Miglior attrice protagonista a Emmanuelle Riva
- 2012 - Gilde-Filmpreis
  - Miglior film internazionale a Michael Haneke
- 2012 - British Independent Film Awards
  - Candidatura Miglior film straniero a Michael Haneke
- 2013 - British Film Bloggers Circle[9]
  - Candidatura Miglior film
  - Candidatura Miglior regia a Michael Haneke
  - Candidatura Migliore attrice a Emmanuelle Riva
  - Candidatura Migliore sceneggiatura originale a Michael Haneke
- 2012 - Boston Society of Film Critics
  - Miglior film straniero a Michael Haneke
  - Migliore attrice a Emmanuelle Riva
  - Candidatura Miglior film
- 2012 - Washington DC Area Film Critics Association
  - Miglior film straniero a Michael Haneke
  - Candidatura Migliore attrice a Emmanuelle Riva
- 2012 - San Diego Film Critics Society
  - Candidatura Miglior film straniero a Michael Haneke
- 2013 - Etoiles d'Or du Cinéma
  - Miglior regia a Michael Haneke
  - Miglior attore a Jean-Louis Trintignant
- 2012 - Village Voice Film Critics' Poll
  - Migliori dieci film
  - Candidatura Miglior film
  - Candidatura Miglior regia a Michael Haneke
  - Candidatura Miglior attore a Jean-Louis Trintignant
  - Candidatura Migliore attrice a Emmanuelle Riva
  - Candidatura Migliore attrice non protagonista a Isabelle Huppert
  - Candidatura Migliore sceneggiatura a Michael Haneke
- 2013 - Robert Awards
  - Miglior film straniero non statunitense a Michael Haneke
- 2012 - Phoenix Film Critics Society Awards
  - Candidatura Miglior film straniero a Michael Haneke
- 2013 - Dorian Award
  - Candidatura Miglior attrice a Emmanuelle Riva
- 2013 - Georgia Film Critics Association
  - Miglior film straniero a Michael Haneke
  - Candidatura Miglior film
  - Candidatura Miglior regia a Michael Haneke
  - Candidatura Miglior attore a Jean-Louis Trintignant
  - Candidatura Miglior attrice a Emmanuelle Riva
  - Candidatura Migliore sceneggiatura originale a Michael Haneke
- 2013 - Bodil Awards
  - Miglior film straniero non statunitense a Michael Haneke
- 2013 - Irish Film and Television Award
  - Candidatura Miglior film internazionale a Michael Haneke
  - Candidatura Miglior attrice internazionale a Emmanuelle Riva
- 2013 - Italian Directing Award[10]
  - Candidatura IDA Award a Michael Haneke
- 2013 - International Cinephile Society
  - Migliori dieci film
  - Migliori dieci film stranieri
  - Miglior attrice a Emmanuelle Riva
  - Candidatura Miglior film
  - Candidatura Miglior film straniero a Michael Haneke
  - Candidatura Miglior attore a Jean-Louis Trintignant
  - Candidatura Migliore sceneggiatura originale a Michael Haneke
- 2013 - AACTA International Awards
  - Candidatura Miglior attrice internazionale a Emmanuelle Riva
- 2012 - Online Film & Television Association[11][12]
  - Miglior film straniero a Michael Haneke
  - Candidatura Miglior film
  - Candidatura Miglior regia a Michael Haneke
  - Candidatura Miglior attore a Jean-Louis Trintignant
  - Candidatura Miglior attrice a Emmanuelle Riva
  - Candidatura Migliore sceneggiatura originale a Michael Haneke
- 2013 - Screenwriters Choice Awards
  - Candidatura Migliore sceneggiatura originale a Michael Haneke
- 2013 - Kansas City Film Critics Circle Awards
  - Miglior film straniero a Michael Haneke
- 2012 - Houston Film Critics Society
  - Candidatura Miglior film straniero a Michael Haneke
  - Candidatura Miglior attrice a Emmanuelle Riva
- 2012 - North Carolina Film Critics Association
  - Candidatura Miglior film straniero a Michael Haneke
- 2012 - Oklahoma Film Critics Circle
  - Miglior film straniero a Michael Haneke
- 2013 - Guldbagge Awards
  - Miglior film straniero a Michael Haneke
- 2012 - Indiewire Film Critics' Poll
  - Migliori dieci film
  - Candidatura Miglior film
  - Candidatura Miglior regia a Michael Haneke
  - Candidatura Migliore interpretazione protagonista a Jean-Louis Trintignant
  - Candidatura Migliore interpretazione protagonista a Emmanuelle Riva
  - Candidatura Migliore interpretazione non protagonista a Isabelle Huppert
  - Candidatura Migliore sceneggiatura a Michael Haneke
  - Candidatura Miglior cast
- 2013 - Vancouver Film Critics Circle
  - Candidatura Miglior film straniero a Michael Haneke
- 2013 - Denver Film Critics Society
  - Miglior film straniero a Michael Haneke
- 2012 - Utah Film Critics Association
  - Candidatura Miglior film straniero a Michael Haneke
- 2013 - Golden Reel Awards
  - Candidatura Miglior montaggio sonoro in un film straniero a Nadine Muse
- 2013 - Alliance of Women Film Journalists Awards
  - Migliori dieci film
  - Miglior film straniero a Michael Haneke
  - Candidatura Miglior attrice a Emmanuelle Riva
  - Candidatura Migliore sceneggiatura originale a Michael Haneke
  - Candidatura Miglior attrice anziana a Emmanuelle Riva